# Château de Johannstorf
Le château de Johannstorf ou Johannstorff (Schloß Johannstorf) est un château en Allemagne situé dans l'ancien domaine seigneurial de Johannstorf, dans l'actuel arrondissement du Mecklembourg-du-Nord-Ouest. Il se trouve entre Travemünde et la petite ville de Dassow. Il est vide et inhabité depuis plusieurs années et ne peut se visiter.

## Historique

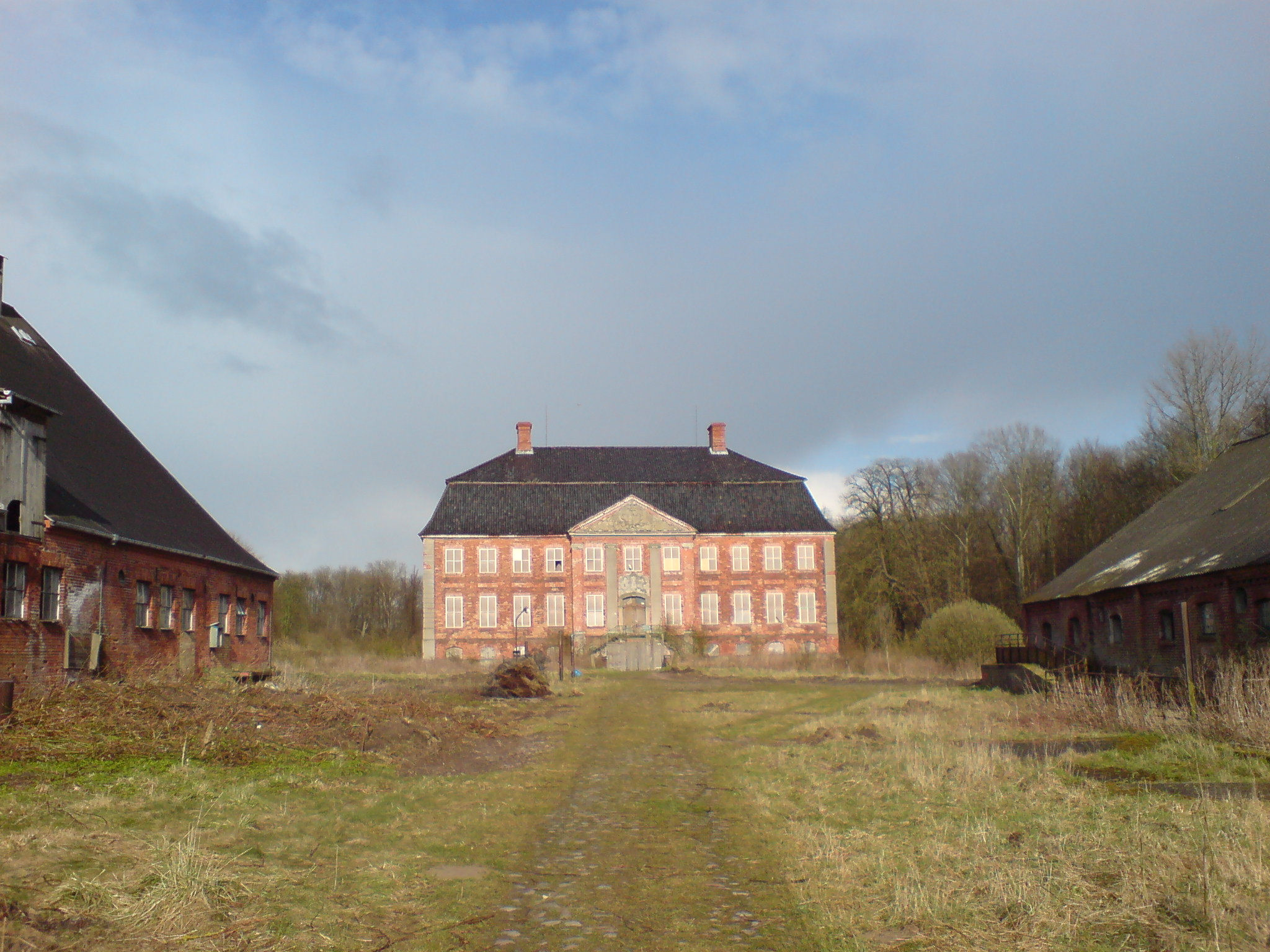
Vue de la cour d'honneur avec les anciens bâtiments des communs de chaque côté

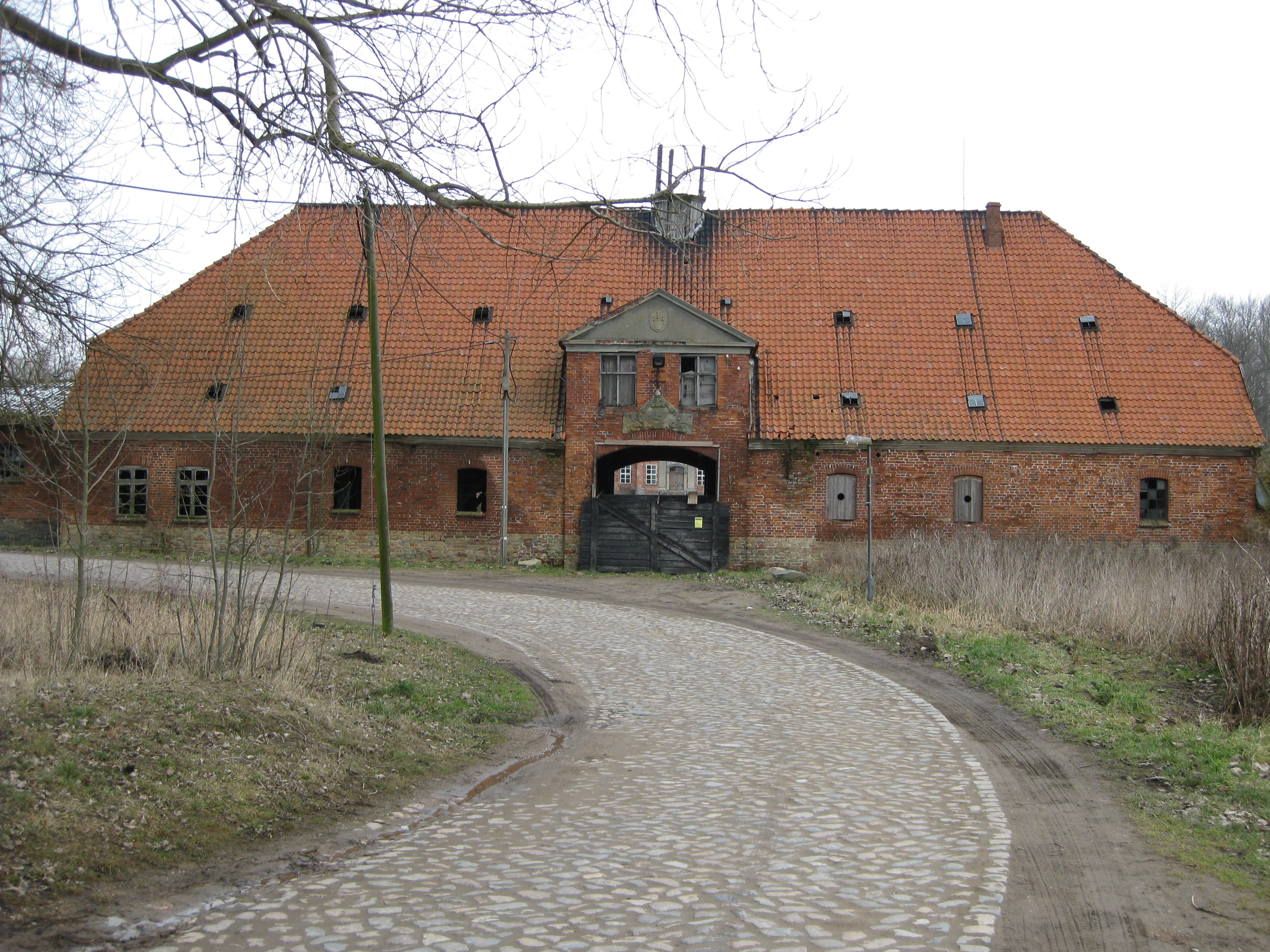
Entrée de la Torhaus

Les terres de Johannstorf appartiennent depuis le XVIe siècle à la puissante famille von Buchwaldt ou Buchwald, puis à une branche de la famille nommée Schack von Buchwaldt depuis le mariage de Margarete von Buchwaldt, seule héritière du fideicommis, avec Claus Schack. C'est le conseiller Schack von Buchwaldt (1705-1770) de la conférence de Gottorp et membre laïc du chapitre luthérien de la cathédrale de Lübeck qui fait construire par Rudolph Matthias Dallin le château actuel en 1743, à la place d'un ancien Wasserburg. C'est sa résidence de campagne ainsi que celle de son épouse Éléonore-Élisabeth, née von Plessen. Le château présente une façade classique avec un fronton à la grecque supporté par quatre pilastres et dominé par un toit à la Mansart. On remarque les armes de la famille von Buchwaldt, avec la devise Amantibus (à ceux qui s'aiment).
Le château se trouve non loin du lac de Dassow; la cour avec les bâtiments agricoles et les abords du château avec le parc sont entourés d'eau, formant ainsi un quadrilatère. Les communs s'ouvrent par une cour avec une Torhaus, c'est-à-dire une maison d'accès avec portail surmonté d'une tourelle, typique de la région. Les constructions ont pris pour modèle celles du domaine voisin de Bothmer, malheureusement elles commencent à tomber en ruines, et la tourelle s'est effondrée.
La famille Eckermann en est propriétaire en 1782, et les générations de cette famille s'y succèdent jusqu'en 1945, année où elle en est chassée par les lois d'expropriation. Le château, à l'époque de la république démocratique allemande, sert de logement communautaire.
Le château est privatisé en 1991 et vendu à un investisseur qui commence les travaux de restauration sans les terminer. Le sort du château est pour l'instant inconnu, sachant que la commune de Dassow s'interroge pour obtenir la possibilité de le récupérer. Les issues sont bouchées pour limiter les risques de vandalisme.

## Source
- (de) Cet article est partiellement ou en totalité issu de l’article de Wikipédia en allemand intitulé « Schloss Johannstorf » (voir la liste des auteurs).